# Los Callejones, Coyuca de Benítez
Los Callejones är en ort i Mexiko.   Den ligger i kommunen Coyuca de Benítez och delstaten Guerrero, i den södra delen av landet, 290 km söder om huvudstaden Mexico City. Los Callejones ligger 11 meter över havet och antalet invånare är 192.
Terrängen runt Los Callejones är platt österut, men åt nordväst är den kuperad. Havet är nära Los Callejones åt sydväst. Runt Los Callejones är det ganska glesbefolkat, med 25 invånare per kvadratkilometer. Närmaste större samhälle är Coyuca de Benítez, 6,4 km nordost om Los Callejones. Omgivningarna runt Los Callejones är en mosaik av jordbruksmark och naturlig växtlighet.